# حملة لويس وكلارك

مسار الحملة

حملة لويس وكلارك أول استكشاف قامت به حكومة الولايات المتحدة لمناطق الفيافي الواسعة في شمال غربي البلاد. وقد قاد الحملة ميريويذر لويس، ووليم كلارك، وكان بدؤها عام 1804م. ودامت أكثر من سنتين.

## البداية
بدأ لويس وكلارك حملتهما صعودًا في نهر ميسوري، من سانت لويس. وقطعا حوالي 12,400كم إلى ساحل المحيط الهادئ. وقد عادا بخرائط للتخوم، ومعلومات حول الموارد الطبيعية للمنطقة، وعن قبائل الهنود الحمر التي تعيش هناك. كما مكّن نجاح الحملة الولايات المتحدة من الادعاء بملكية منطقة أوريجون. وهذا الادعاء أسهم بدوره في تمكين حركة الرُّواد الكبرى من القيام بمهامها، وهي التي عمَّرت الغرب الأمريكي خلال القرن التاسع عشر، وقد تألَّفت الحملة من 45 شخصًا. كان جون كولتر عضوًا في الحملة، وأصبح، فيما بعد صيادًا أمريكيًا شهيرًا للحيوانات، لغايات تجارية.
بنى رجال الحملة في ديسمبر عام 1803م معسكر ديبوا عبر نهر المسيسيبّي مقابل سانت لُويس، حيث أقاما فيه طوال الشتاء. أعّد رجال الحملة قاربًا كبيرًا مُسطح القاع، يسمى كيلبوت، يبلغ طوله حوالي 18مترًا، ويمكن تسييره بالمجاديف أو بالأشرعة، أو سحبه كطوَّافة. خزَّن لويس وكلارك أطنانًا عديدة من المواد التموينية، بما فيها الدقيق والجَريش والأدوية والملح والأسلحة. وحصل رجال الحملة على كمية كبيرة من الخرز الملوَّن والهدايا الصغيرة الأخرى، من أجل الهنود الحمر الذين توقعوا مقابلتهم.

## الصعود في نهرميسوري
في 14 مايو عام 1804، تحرَّكت الحملة في القارب المذكور سابقًا، مع زورقين محفورين من جذع الشجر. وفي الوقت الذي كان فيه الرجال يقطعون مسافات طويلة في هذا النهر متجهين إلى أعلى، كان لويس يتوقف بزورقه على إحدى ضفتي النهر بين حين وآخر، وكان مندهشًا من العدد الكبير من الحيوانات التي رآها. ولذلك كتب في يوميَّاته «لا أعتقد أنني أبالغ عندما أقدّر عدد الجواميس التي يمكن مشاهدة 3,000 رأس منها في نظرة».
وفي سبتمبر كان اللّقاء الأول للحملة مع الهنود الحمر. وقد ذهب بعض رجال الحملة إلى الشاطئ للتحدُّث إلى مجموعة من هنود السيوكس، وقدموا لهم الهدايا. ومع ذلك طلب الهنود المزيد من الهدايا، وأبدوا أنهم لن يسمحوا لكلارك بالعودة إلى القارب، ثم عادوا فسمحوا له، بعد أن أظهر رجال كلارك أنهم كانوا مستعدين للقتال.
وفي أكتوبر، بلغت الحملة قرية تابعة لقبيلة هنود مندان الصديقة، تعرف الآن ـ داكوتا الشمالية ـ وهناك بنَى رجال الحملة قلعة مندان، قرب القرية، وقضوا الشتاء هناك. وخلال فترة الشتاء هذه، التحق بالحملة تاجر كندي فرنسي اسمه توسَّان شاربونُّو، وزوجته ساكاجاويا.

## اتجاه الحملة غربًا نحو جبال الروكي
تابعت الحملة سيرها في 7 إبريل 1805. وبينما كانت تتحرَّك بعيدًا نحو الغرب، رأى رجالها عدة دببة رمادية اللون. هددت الدببة الضخمة الرجال، بصورة مستمرة، وكان عليهم أن يطلقوا النار عدة مرات على دب مهاجم، قبل أن يُرْدُوه قتيلاً.

## تسلق الجبال
كانت أكثر المراحل صعوبة، عندما كان على المكتشفين أن ينزلوا من على ظهور جيادهم، ويقودوها عبر ممرات جبلية صخرية ضيقة، حتى إن بعض الخيول فقدت حوافرها وسقطت ميتة. وبينما كانت الحملة تسير متوغلة داخل جبال الروكي، كانت الحيوانات التي يصطادونها لطعامهم، تقل شيءًا فشيئًا، مما اضطرهم إلى قتل بعض خيولهم ليأكلوها.
اجتازت الحملة جبال الروكي في حوالي شهر واحد. وبعد أن بلغت نهر كليرووتر فيما يعرف اليوم بولاية إيداهو، تم بناء زوارق جديدة، سَرَت بهم نحو نهر كولومبيا. وبلغت الحملة هذا النهر في أكتوبر، وسافرت بأقصى سرعة ممكنة، فوصلت إلى ساحل المحيط الهادئ قبل حلول الشتاء. ولما وطئت أقدامهم الشاطئ في نوفمبر عام 1805م، بنوا قلعة كلاتسوب قرب مصب نهر كولومبيا، وقضوا فيها فصل الشتاء.

## نتائج الحملة
كانت أهم نتائج حملة لويس وكلارك أنها مكّنت الولايات المتحدة من الادعاء بملكية منطقة أوريجون. وهذا الادعاء بالإضافة إلى شرائها إقليم لويزيانا، كان له دور في إعمار الغرب الأمريكي.